# Öffentlicher Friede
Der öffentliche Friede ist ein Begriff aus dem deutschen Strafgesetzbuch (StGB).
Als „Zustand eines von der Rechtsordnung gewährleisteten, frei von Furcht voreinander verlaufenden Zusammenlebens der Bürger und das Vertrauen in der Bevölkerung, mindestens einer nicht unbeträchtlichen Personenzahl, in die Fortdauer dieses Zustandes“  bezeichnet Martin Heger den öffentlichen Frieden.
Der Begriff wurde bereits vom Reichsgericht ähnlich definiert als „Zustand des beruhigenden Bewußtseins der Staatsangehörigen, in ihren durch die Rechtsordnung gewährleisteten berechtigten Interessen geschützt zu sein und zu bleiben“ und später objektiver als „das befriedete Zusammenleben der Volksgenossen innerhalb der selben rechtlich geschützten staatlichen Ordnung“.
Das Bundesverfassungsgericht legte 2009 den öffentlichen Frieden in Bezug auf die Meinungsfreiheit in der sogenannten Wunsiedel-Entscheidung zum vierten Absatz des § 130 Abs. 4 StGB (Volksverhetzung) als ein Kriterium aus, das zum Verbot einer Veranstaltung führen kann: 

„Ein legitimer Zweck, zu dessen Wahrung der Gesetzgeber öffentlich wirkende Meinungsäußerungen begrenzen darf, ist der öffentliche Friede jedoch in einem Verständnis als Gewährleistung von Friedlichkeit. Ziel ist hier der Schutz vor Äußerungen, die ihrem Inhalt nach erkennbar auf rechtsgutgefährdende Handlungen hin angelegt sind, d.h. den Übergang zu Aggression oder Rechtsbruch markieren. Die Wahrung des öffentlichen Friedens bezieht sich insoweit auf die Außenwirkungen von Meinungsäußerungen etwa durch Appelle oder Emotionalisierungen, die bei den Angesprochenen Handlungsbereitschaft auslösen oder Hemmschwellen herabsetzen oder Dritte unmittelbar einschüchtern. Auch hier knüpft der Eingriff in die Meinungsfreiheit möglicherweise zwar an den Inhalt der Meinungsäußerung an. Jedoch richtet sich der Schutz des öffentlichen Friedens auf die Aufrechterhaltung des friedlichen Miteinanders. Es geht um einen vorgelagerten Rechtsgüterschutz, der an sich abzeichnende Gefahren anknüpft, die sich in der Wirklichkeit konkretisieren.“

Ähnlich im Sinne eines vorgelagerten Rechtsgüterschutzes, aber noch konkreter definiert Karsten Altenhain: „Öffentlicher Frieden im Sinne von „Friedlichkeit“ […] ist ein Zusammenleben im Inland ohne Furcht um Leben, körperliche Unversehrtheit oder Freiheit.“
Genannt wird der öffentliche Friede beispielsweise in den Strafnormen § 126 (Störung des öffentlichen Friedens durch Androhung von Straftaten), § 130 (Volksverhetzung), § 140 (Belohnung und Billigung von Straftaten) und § 166 (Beschimpfung von Bekenntnissen, Religionsgesellschaften und Weltanschauungsvereinigungen) StGB.
Der Begriff wurde in Teilen der Rechtswissenschaft als zu vage kritisiert und als Verstoß gegen den Bestimmtheitsgrundsatz des Art. 103 Abs. 2 GG.